# Йохан II фон Шлайден
Йохан II фон Шлайден (на немски: Johann II von Schleiden; † 25 май 1434 или 1445) е последният господар на Шлайден в Айфел в днешен Северен Рейн-Вестфалия.
Той е единственият син на Конрад IV фон Шлайден, господар на Нойенщайн († 1420) и съпругата му Ирмгард ван Хорн († 1394), дъщеря на Дитрих ван Хорн-Первец († 1378) и Катарина Бертхут († 1380). Внук е на Йохан I фон Шлайден-Нойенщайн († 1379/1381) и Елизабет фон Вирнебург († сл. 1380), дъщеря на граф Рупрехт III фон Вирнебург († 1355) и Агнес фон Вестербург († 1339).
Линията в Шлайден съществува до 1593 г.

## Фамилия
Йохан II фон Шлайден се жени 1421 г. за графиня Йохана (Анна) фон Бланкенхайм († 21 декември 1444), вдовица на Фридрих II фон Томберг († 5 май 1419), дъщеря на граф Герхард VIII фон Бланкенхайм († 1406) и Елизабет фон Изенбург-Браунсберг-Вид († 1426). Те имат две дъщери:
- Елизабет фон Шлайден-Бланкенхайм († пр. 7 февруари 1469), наследничка на Шлайден (1445 и 1451), омъжена 1443 г. за граф Дитрих III фон Мандершайд-Бланкенхайм (†1498)
- Ирмгард фон Шлайден-Юнкерат († 25 април 1451), омъжена ок. 12 септември 1442 г. за граф Хайнрих II фон Насау-Диленбург-Вианден-Диц († 1451)